# Bungarus multicinctus
Il bungaro fasciato o bungaro di Taiwan (Bungarus multicinctus Blyth, 1861) è un rettile squamato della famiglia degli Elapidi.
Dal suo veleno viene estratta la α-bungarotossina, uno dei più efficaci antagonisti del recettore per l'acetilcolina. È stato ipotizzato che possa essere il portatore primordiale del coronavirus SARS-CoV-2, patogeno responsabile della malattia nota come COVID-19, che si sarebbe poi trasmesso per zoonosi agli esseri umani venuti in contatto in via indiretta con questa specie, dando origine successivamente alla pandemia di COVID-19.